# James Chuter Ede
James Chuter Ede, baron Chuter-Ede (ur. 11 września 1882 w Epsom w hrabstwie Surrey, zm. 11 listopada 1965 w Ewell w hrabstwie Surrey) – brytyjski polityk, członek Partii Pracy, minister w rządach Clementa Attleego.
Wykształcenie odebrał w Epsom National School, w Dorking High School, w Battersea P.T. Centre w Londynie oraz w Christ’s College na Uniwersytecie Cambridge. W latach 1905–1914 pracował jako nauczyciel. Był aktywistą Narodowego Związku Nauczycieli. Podczas I wojny światowej służył w szeregach Royal Engineers. W latach 1920–1927 był członkiem rady dystryktu miejskiego Epsom.
W marcu 1923 r. został wybrany do Izby Gmin w wyborach uzupełniających w okręgu Mitcham, ale reprezentował go tylko do grudnia 1923 r., kiedy to przegrał w wyborach powszechnych. Do parlamentu powrócił w 1929 r. jako reprezentant okręgu South Shields. Pokonany ponownie w 1931 r., powrócił w roku 1935 i reprezentował ten okręg aż do końca swojej kariery w Izbie Gmin w 1964 r.
Podczas II wojny światowej był w latach 1940–1945 parlamentarnym sekretarzem przy Radzie Edukacji. Kiedy Partia Pracy wygrała wybory 1945 r. Chuter Ede otrzymał stanowisko ministra spraw wewnętrznych. W 1951 r. został dodatkowo przewodniczącym Izby Gmin. Brał udział w uchwaleniu Education Act oraz Criminal Justice Act w 1948 r. Powołał również trybunał Lynskeya do zbadania korupcji wśród ministrów i urzędników służby cywilnej. W 1951 r. został przewodniczącym Izby Gmin.
Chuter Ede zasiadał w Izbie Gmin do 1964 r. Następnie został kreowany parem dożywotnim jako baron Chuter-Ede. Zmarł w następnym roku.